# Батій Григорій Іванович
Григорій Іванович Баті́й (22 лютого 1929, Вільшани — 3 лютого 2015) — український художник театру і педагог; член Українського театрального товариства з 1962 року та Харківської організації Спілки радянських художників України з 1967 року. Заслужений художник України з 2003 року.

## Біографія
Народився 22 лютого 1929 року у слободі Вільшанах (нині селище Харківського району Харківської області, Україна) у селянській сім'ї. Протягом 1947—1951 років навчався у Харківському державному художньому училищі, був учнем Петра Шигимаги. У 1951—1958 роках працював декоратором Харківського державного російського драматичного театру імені Олександра Пушкіна. Одночасно протягом 1954—1960 років навчався у Харківському художньому інституті у Бориса Косарєва, Дмитра Овчаренка, Бориса Чернишова. Дипломна робота — декорації на сцені Театру імені Пушкіна до п'єси «Барабанщиця» Опанаса Салинського.
У 1960—1986 роках працював художником Харківського державного українського драматичного театру імені Тараса Шевченка; у 1986—1990 роках — у Харківському державному російському драматичному театрі імені Олександра Пушкіна. Протягом 1991—1996 років викладав у Харківвському художньому училищі (серед учнів Андрій Романенко). З 1996 року — художник-постановник Харківського державного академічного театру опери та балету імені Миколи Лисенка.
Мешкав у Харкові в будинку на проспекті Леніна, № 41/43, квартира № 201 та у будинку на проспекті Гагаріна, № 1, квартира № 25. Помер 3 лютого 2015 року.

## Творчість
Працював в галузі театрально-декораційного мистецтва. Оформив вистави:
- «Спекотне літо в Берліні» Димфни Кьюсак (1960);
- «Барабанщиця» Опанаса Салинського (1961; Харківський російський драматичний театр імені Олександра Пушкіна);
- «Фараони» Олексія Коломійця (1962; Харківський український драматичний театр імені Тараса Шевченка);
- «Тарасова юність» Володимира Суходольського (1964; Харківський театр юного глядача);
- «Дума про Британку» Юрія Яновського (1966; Харківський народний самодіяльний театр при Палаці культури «Основа»);
- «Оптимістична трагедія» Олександра Холмінова (1972);
- «Мій бідний Марат» Олексія Арбузова (1976);
- «Соловейко-Сольвейг» Івана Драча (1980);
- «Молода господиня Ніскавуорі» Гелли Вуолійокі (1980);
- «Наречена з Імеретії» Давида Клдіашвілі (1984);
- «Земля» за Ольгою Кобилянською (1985);
- «Повія» за Панасом Мирним (1987);
- «Дванадцять місяців» Самуїла Маршака (1993);
- «Тарас Бульба» Миколи Лисенка (1999).

Працював також у галузі станкового живопису, створював портрети, пейзажі, зокрема написав портрети Леся Сердюка, Леоніда Тарабаринова, Михайла Старицького, Миколи Куліша, Віталія Губаренка, Миколи Смолича, Миколи Коваля, Світлани Коливанової, Теодора Попеску. Зробив два автопортрети з Володимиром Аноновим.
Брав участь у республіканських виставках з 1963 року, всесоюзних — з 1967 року. Персональні виставки відбуличя у Харкові у 1986 та 1989 роках.
Твори зберігаються в Музеї театрального, музичного та кіномистецтва України у Києві, фондах Міністерства культури та інформаційної політики України.